# Abdullah Shafique
Abdullah Shafique (* 20. November 1999 in Sialkot, Pakistan) ist ein pakistanischer Cricketspieler, der seit 2015 für die pakistanische Nationalmannschaft spielt.

## Kindheit und Ausbildung
Sein Onkel, Arshad Ali, spielte Cricket für die Vereinigten Arabischen Emirate. Shafique durchlief die Altersklassenmannschaften von Sialkot und besuchte die Amir Waseem Cricket Academy.

## Aktive Karriere
Nach guten Leistungen im nationalen pakistanischen Cricket, unter anderem im National T-20 Cup 2019/20 und der Quaid-e-Azam Trophy 2019/20, wurden die Selektoren auf ihn aufmerksam. Shafique gab sein Debüt in der Nationalmannschaft in der Twenty20-Serie gegen Simbabwe im November 2020. Zunächst konnte er sich dort nicht etablieren, erhielt dann jedoch im November 2021 in Bangladesch seine Chance für sein Test-Debüt. Dort erzielte er in seinem ersten Test zwei Fifties (52 und 73 Runs). Im März 2022 folgte dann in Australien sein erstes Century über 136* Runs aus 242 Bällen und zwei weitere Fifties (96 und 81 Runs). Im Sommer 2022 folgte dann ein weiteres Century über 160* Runs aus 408 Bällen in Sri Lanka, wofür er als Spieler des Spiels ausgezeichnet wurde. Daraufhin gab er sein ODI gegen die Niederlande. Im Dezember konnte er in der Test-Serie gegen England ein Century über 114 Runs aus 203 Bällen erreichen. Im folgenden Sommer reiste er mit dem Team nach Sri Lanka, wo ihm im zweiten Test ein Double-Century über 201 Runs aus 326 Bällen gelang und er als Spieler des Spiels ausgezeichnet wurde. Beim Asia Cup 2023 konnte er dann ein Fifty (52 Runs) gegen Sri Lanka erreichen und kurz darauf wurde er für den Cricket World Cup 2023 nominiert.